# فرانسيسكو فيغيريدو
فرانسيسكو فيغيريدو (بالإنجليزية: Francisco Figueiredo؛ مواليد 23 أكتوبر 1989) هو مُقاتل فنون قتالية مختلطة برازيلي.

## وصلات خارجية
- فرانسيسكو فيغيريدو على موقع شيردوغ (الإنجليزية)